# Burmannia tenera
Burmannia tenera là một loài thực vật có hoa trong họ Burmanniaceae. Loài này được (Malme) Jonker mô tả khoa học đầu tiên năm 1938.